# Улица Каширина (Рязань)
Улица Каши́рина — улица в историческом центре Рязани. Проходит с юга на север. Начинается от Первомайского проспекта, заканчивается пересечением с Солнечной улицей. Пересекает Семинарскую улицу. Нумерация домов ведётся от Первомайского проспекта.

## История
Улица возникла в XVIII веке в связи с утверждением Екатериной II регулярного плана города. В 1787 году на Конюшенной появилось здание первого рязанского театра, получившего название «Оперный дом». Здание театра сгорело в крупном городском пожаре 1837 года. Позже на его месте появилась площадь, названная Артиллерийским плацем — на ней находились казармы артиллерийского полка. С начала XIX века Конюшенная улица и её окрестности стала районом различных военных учреждений — кроме казарм, на ней расположилось здание Арестантских рот (гауптвахты).
В 1936-1938 годах был построен комплекс зданий Рязанского Артиллерийского Училища (РАУ).

В 1960 году, в ходе расформирования РАУ, в здании начало работать Рязанское Высшее Военное Командное Училище Связи (РВВКУС), работавшее до 2009 года. По чётной стороне улицы появились сначала новые пятиэтажные учебные корпуса и казармы, а позже и девятиэтажное здание общежития.

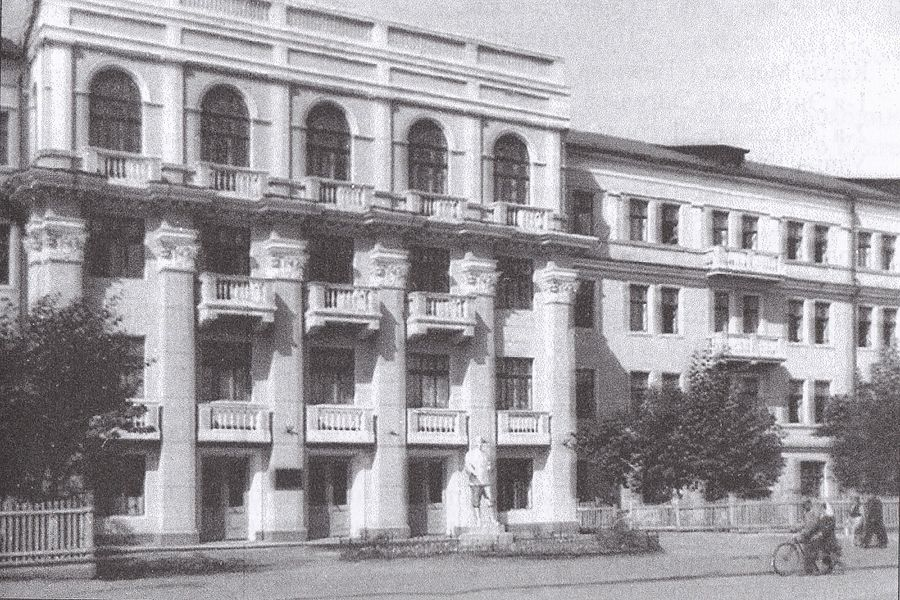
Рязанское Артиллерийское Училище
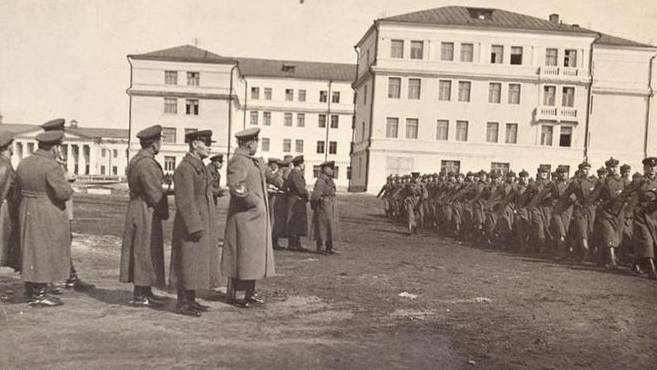
Подготовка к майскому параду 1940 года в РАУ
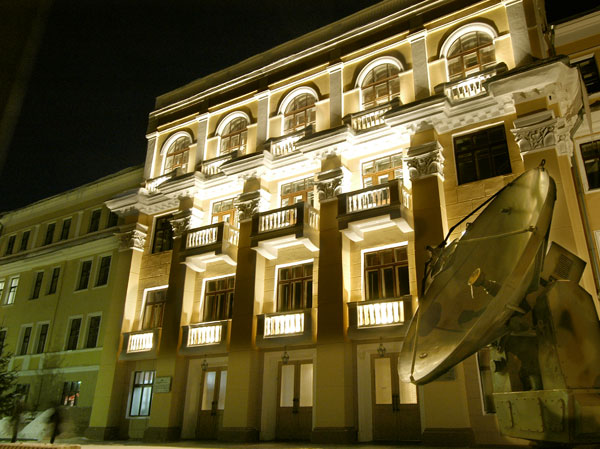
Центральный фасад РВВКУС
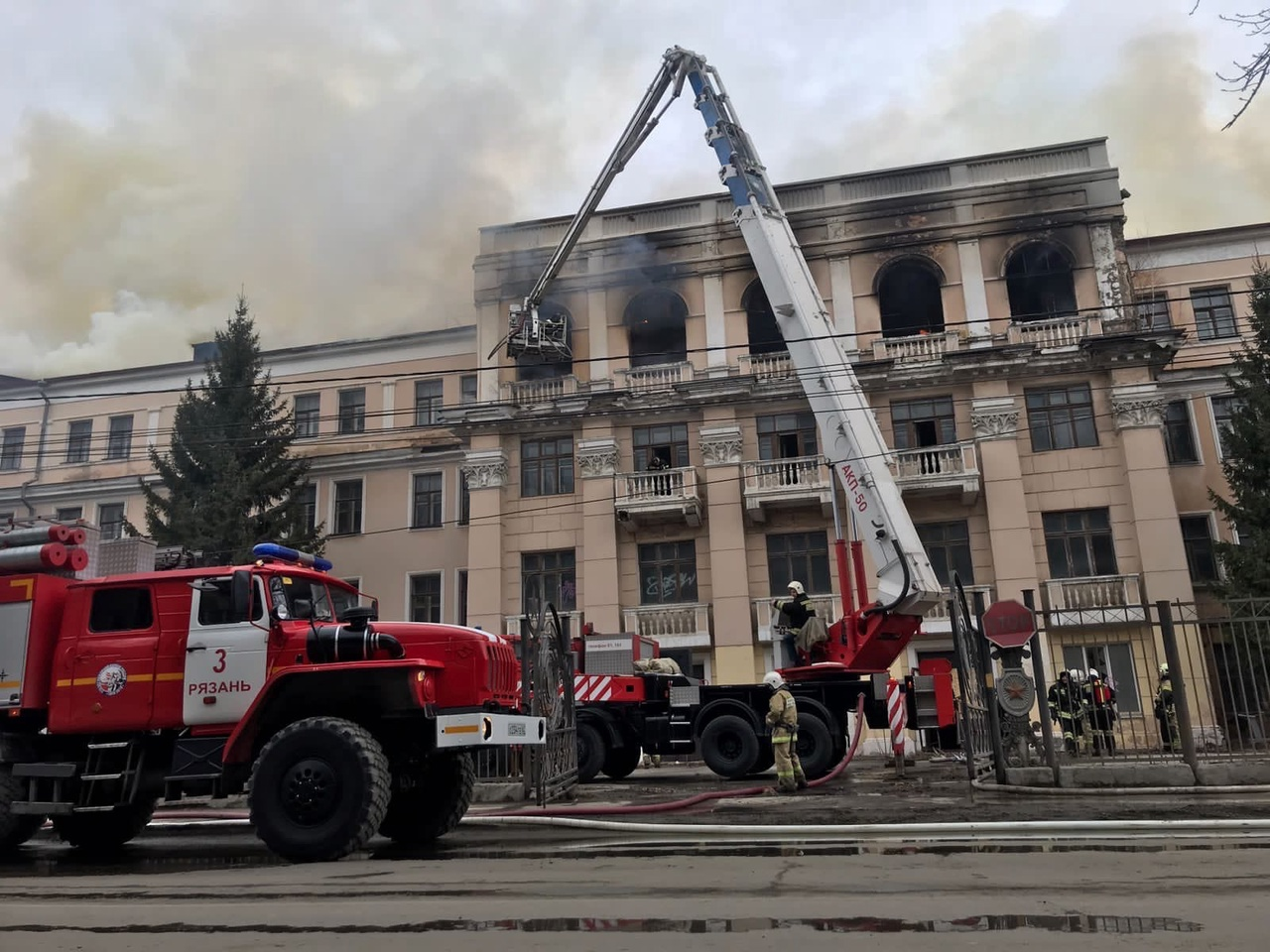
Пожар в здании бывшего РВВКУС

1 июля 1961 года Конюшенная улица была переименована в честь Героя Советского Союза Каширина Алексея Ивановича. По этому поводу на доме № 4 была установлена мемориальная доска. В середине 1960-х в реконструированном здании бывших арестантских рот была открыта городская больница № 8. В конце 1980-х улица Каширина получила выход на построенную Северную окружную дорогу.
В апреле 2022 года заброшенный главный корпус бывшего РВВКУС частично сгорело. Несмотря на обещания чиновников на восстановление здания, никаких работ для этого не прикладывается.

## Здания

### По чётной стороне
Дом № 2 — здание Дома Художника;
Дом № 4 — четырёхэтажный дом сталинской постройки;
Дом № 6 — городская больница № 8, бывшее здание арестантских рот;

### По нечётной стороне
Дом № 1 — административное здание, МФЦ;
Дом № 5 — корпус бывшего Рязанского Высшего Военного Командного Училища Связи;

## Транспорт
По улице проходят:
- автобусы 10, 11, 17, 34, 48;
- маршрутные такси 90, 98